# Michele Bachmann
Michele Bachmann (Waterloo, Iowa 6 d'abril 1956) és una política nord-americana aspirant a candidata presidencial de 2012 pel Partit Republicà. Des de 2007 és representant del sisè districte electoral de l'estat de Minnesota en la Cambra de Representants dels Estats Units.
Va ser la primera dona del Partit Republicà a representar a Minnesota al congrés. Abans que ella va haver-hi dues dones, però ambdues del Partit Demòcrata. Pertany al sector més religiós del moviment dretà Tea Party, opositors a l'excessiva despesa governamental i deute públic.

## Declaracions polèmiques
L'agost de 2011, Bachmann va ser severament criticada per gran part de l'opinió pública nord-americana després d'afirmar que l'huracà Irene va ser la manera en què Déu va triar cridar-los l'atenció als polítics.
A l'octubre de 2011, Bachmann va ser novament criticada en els mitjans nord-americans després de declarar que Líbia no és part d'Àfrica durant un discurs televisat.